# 化妝品

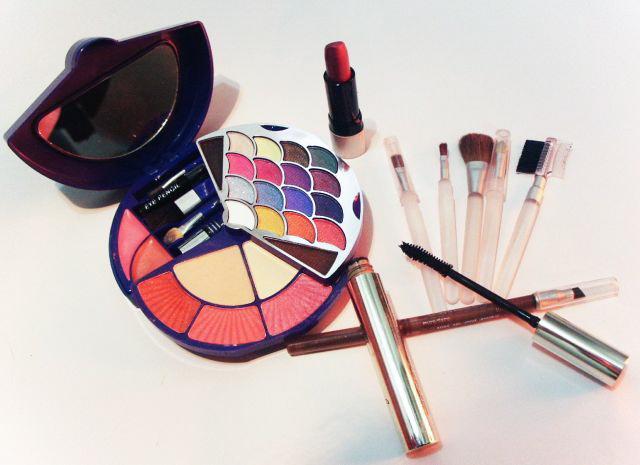
各式各樣的化妝彩盤和工具

化妆品，是除了简单的清洁用品以外，被用来提升人体外貌美丽程度的物质。化妆品的使用起源相當早且普遍，特别是有一定经济基础的人會經常使用。
广义上，化妆品还包括护肤品。护肤产品包括面部以及身体用以增湿的霜剂、洗剂；保护皮肤不受紫外辐射伤害的防晒霜、防晒油；以及美白、遮瑕（诸如粉刺、皱纹、黑眼圈等）的护理产品。
根据形态以及应用范围，可以将化妆品分为液体、霜剂、乳液、粉剂、喷剂。一位化妆品的批评者（Judy Grahn，一位女权主义者）认为，化妆使女人的脸看上去就像被殴打过一样：黑眼圈、淤青的腮颊、还有血淋淋的嘴唇。

## 历史

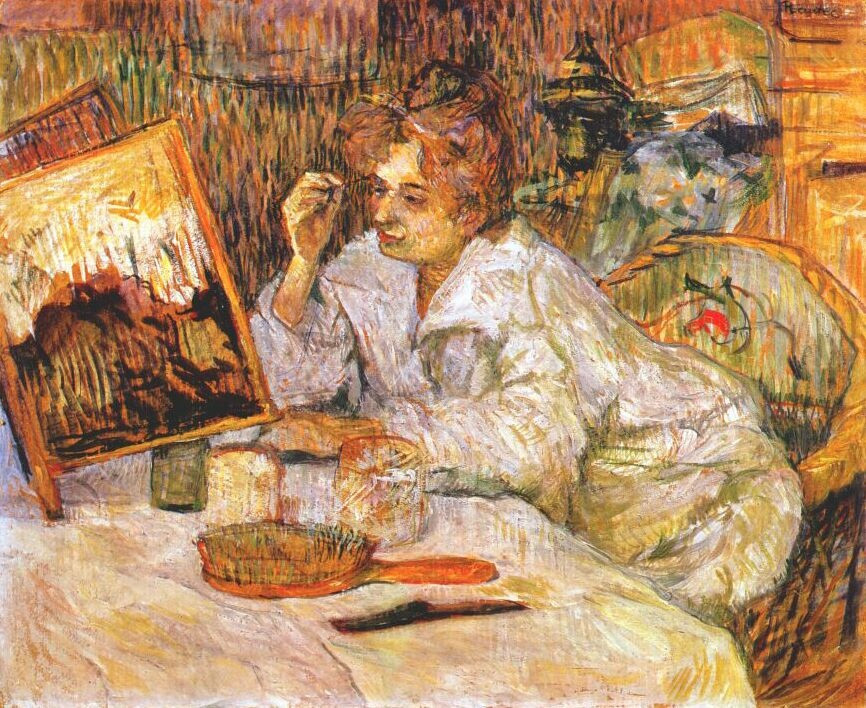
1889年亨利·德·土魯斯-羅特列克（Henri）畫一婦女

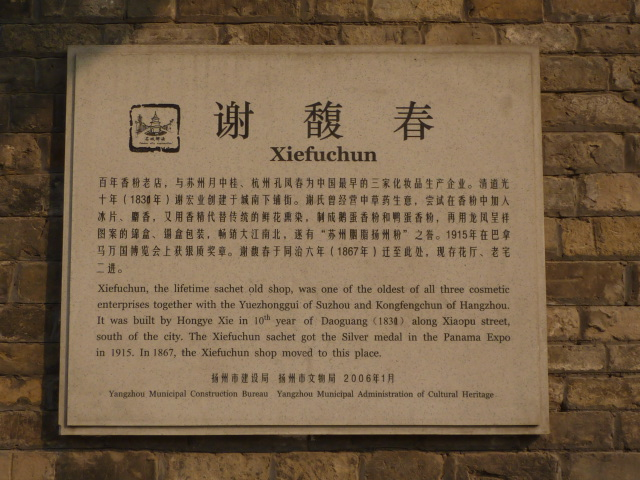
谢馥春

最早有关使用化妆品的考古学证据被发现于公元前4000年的古埃及。公元5st century世紀時，埃及在許多宗教場合使用香膏、香木焚香，同時也用芳香產品混合油脂，塗在人身上去朝聖，或塗於屍體上作防腐用。法老時代的古埃及流行在沐浴後，於身體上塗抹一種黃赭石色的彩色塗油，近乎鍍金。太陽穴血管部位及腳部以藍色襯托，與金黃的亮麗形成冷艷對比。眼部塗黑眼線墨可「使眼睛會說話」，並以魚的形狀向眼角延伸。眼影則用多種研碎的寶石製造出各種強烈的色調，最後再補上烏黑細長的眉毛。眼睫毛可加黑或去毛，雙頰塗以粉紅，嘴唇是玫瑰色或胭脂紅。頭頂上微藍的假髮有一錐狀物凸出，內含的香料隨日光照射逐漸溶解，並順着身軀流下佈及全身。手指甲和磨亮的腳趾甲塗上散沫花色素做成的染料。古希腊人与古罗马人也使用化妆品，但不如古埃及普遍。特別是古希臘人，他們注重自然的形體美多過化妝術。依據希臘神話，和諧溫柔的阿芙蘿黛蒂和有致命誘惑的潘多拉代表兩種不同的女性美，因此濃妝艷抹的女子反映的是潘朶拉破壞和諧自然的形象。且在古罗马与古希腊人使用的化妆品中還含有水银。古希臘的男子則參加大量體能運動來塑造協調勻稱的體型。至中世紀時，因基督教禁慾主義相信「自然的才是上帝傑作，而人工的則出自魔鬼之手」，因此鏡子這種與愛美相關的物件也被稱為「地獄之門」。不過美妝在東方的拜占庭世界和地中海流域仍持續存在。
西方世界的化妝品盛行，始於17世紀。最初是天花痊愈的女性，用來遮掩臉上疤痕。20世纪以前在西方社會，认为大量使用化妆品的行为暗示個人道德操守的不檢點，但在部份特定時期連男性也有傅粉施朱的情形。但到第二次世界大战前，化妆品已在西方世界女性間普遍应用。化妆品历史上的其他显著事件可以参见文后的外部链接。
在中國，晉代張華《博物誌》載有“紂燒鉛作粉”，以之塗面美容。胡粉（鹼式碳酸鉛）曾被后妃拿來美化臉部，稱為宮粉。後唐《中華古今註》關於胭脂的記載有：“起自紂，以紅蘭花汁凝成”。由於產於燕國，又稱為燕脂。漢武帝時，匈奴人有悲歌，「亡我祁連山，使我六畜不蕃息。亡我焉支山，使我嫁婦無顏色。」關於口紅，有“脣脂以丹作之，象脣赤也”。東漢班固撰《漢書》中 ，有畫眉的記載。在北魏賈思勰著《齊民要術》中，記載了“作香粉惟多著丁香於粉盒中，自然芬馥”。清代宮廷中，曾用中藥防治脫髮，用香皂製品進行沐浴。清末謝馥春字號的化妝品被選為貢品，名滿天下，與茅台酒於1915年一同榮獲巴拿馬萬博會大獎，並延續至今。
在日本，艺妓们用碾碎的红花花瓣做成口红，涂抹眉毛、眼线和嘴唇，同时用一种比相扑力士用的发蜡更软的蜡充当粉底；白色的颜料和粉用来涂面部和背部，胭脂用来勾勒眼窝和鼻子。在舞妓（艺妓学徒）的出师典礼上，她们用黑色燃料把牙齿涂黑。
截至2005年，化妆品的大部分市场份额已被为数不多的跨国公司占领，这些公司往往起源于20世纪上中叶。在这些跨国寡头当中，历时最久、规模最大的是法国人尤金·舒尔勒于1909年创立的欧莱雅（L'Oréal），当时名为法国无害染发公司，目前该企业的股东为Liliane Bettencourt 27.5%, Nestlé 26.4%,以及46.1%的公众流通股股东。在1910年代，American trio Elizabeth Arden, Helena Rubinstein以及Max Factor等企业为市场的开拓做出了实质性的贡献，这几家企业确立了在化妆品市场的寡头地位，此后，Revlon和Estée Lauder于二战前后加入了他们的行列。一些化妆品企业在进行广告宣传时的一些作为被人们诟病。

## 用途

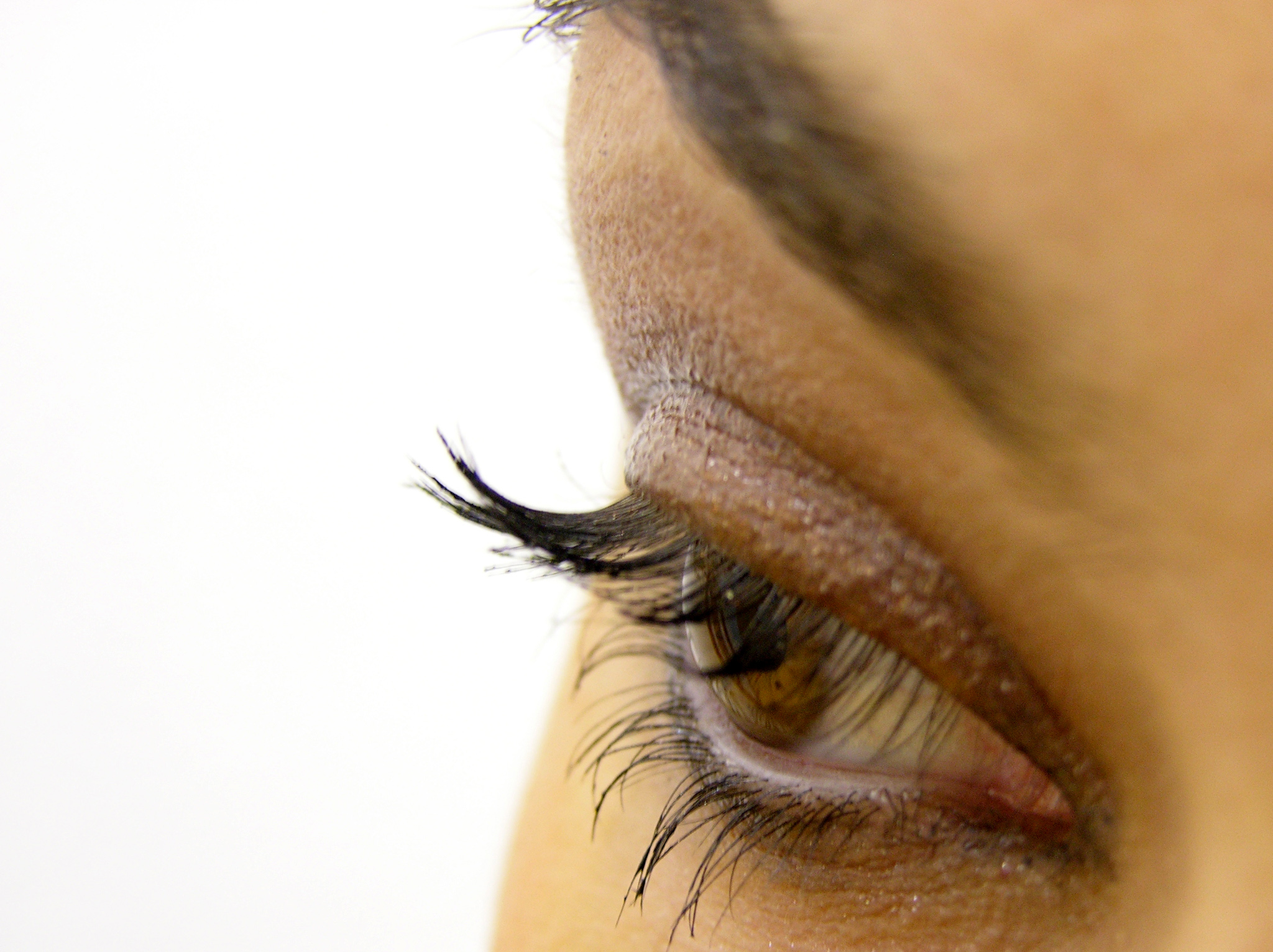
化妝後的眼睛

通常，化妆品使用者的目的是使自己更具吸引力。对大多数女性来说，使用化妆品是她们显得更加健康、年轻。粉底使皮肤显现出少女才有的那种平滑、无暇的理想状态。眼影、眼线和染眉油使眼睛看起来更大、更年轻、更纯真及更有吸引力。腮红使脸部呈现出年轻人激动时产生红晕的效果。口红用来使嘴唇显得更大些，使瑕疵被掩盖，也是人看起来更年轻，因为青年人的皮肤薄，嘴唇红。
一种涵盖化妆品以及其他物品的的社会学理论认为，现代化妆品的作用不仅是为了产生年轻和健康的效果，同时在某种程度上表示发情。睁大的眼睛、红红的嘴唇和腮边的红晕，都可以被视为发情的表现，尽管大多数女性会把这种化妆风格称为：“看起来性感”。
电视或舞台中使用的彩装使演员更符合在舞台或是屏幕所塑造的角色，这些彩妆比一般用作扮靓用的化妆品使人的外表产生更大的改变：使用特定的修补物质，会产生各种化妆效果，甚至能把演员打扮得不像人类。舞台彩装的应用很普遍，甚至普通配角也要使用，比方说，扮演新闻记者的演员就要使用，以使脸色在镁光灯下不致太过苍白。
彩妆也被用来训练医护人员辨识、治疗创伤（印痕），在临床治疗中，还被用以掩盖疤痕以及斑点等会影响人们正常社交的瑕疵。

## 化妆品的种类

### 基礎化妝品
- 化粧水

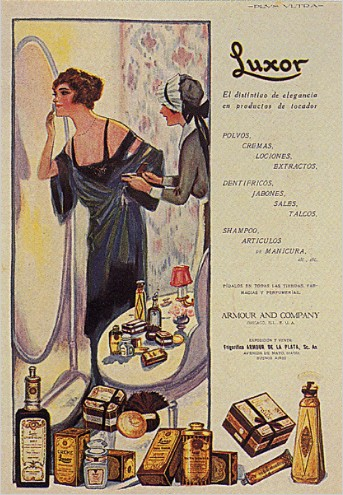
1918年的化妝品廣告

主要作用是再度清潔，並提供基礎的保濕，可以穩定膚況、補水保濕、舒緩肌膚與調理油水平衡，含有酒精成份的則是強調幫助油脂的去除，這一類的通常適用油性肌膚。
- 乳液

乳液通常為水溶性的，面霜比較油，依面霜含油量的多少而有不同的製劑類型，如：晚霜、營養霜、冷霜。 
- 洗面乳

洗面乳通常有膏状、乳狀的，通过使用洗面乳能更有效更徹底的清潔肌膚。
- 潤膚液

### 美化化妝品
根据用途，各式化妆品包括：
- 嘴唇：粉饰唇部用的口紅（唇膏）、唇彩、唇釉、唇露以及唇笔；
- 臉頸底妝：使面部光亮添彩、遮掩瑕疵的粉底液、粉饼；
- 臉：给脸颊上色、突出颧骨用的腮红（胭脂），讓臉頰定妝的蜜粉；
- 眉：眉筆可勾勒出不同的眉形；
- 眼妝：给眼部上色突出眼睑（大眼睛使人看起来年轻）的睫毛膏、眼影、眼线筆，工具類有睫毛夾；
- 指/趾甲：还有给手指甲、脚趾甲上色的指甲油；
- 遮瑕膏、遮瑕液也是一种化妆品，这种厚而不透明的膏用以遮去皮肤上的疙瘩、斑点等瑕疵。

## 成分

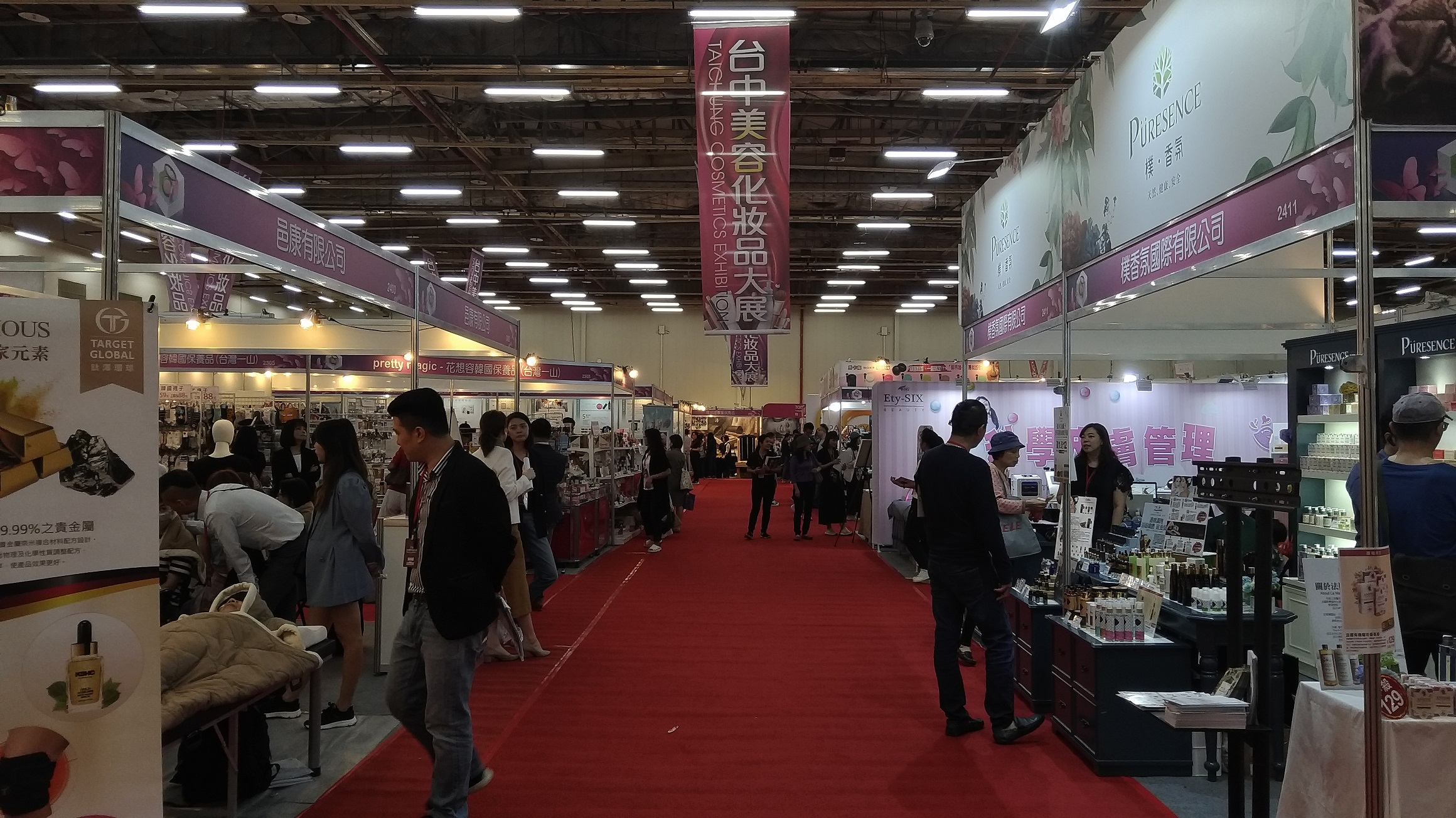
台中美容化妝品大展。

在古代的化妝品多含有汞，其中白降汞和昇汞作為主要成分，都是水銀的一種，現在已被國際上禁止於美容用品添加使用或嚴格限制含量。
但现代化妆品的成分經常含有其他化學原料，比如唇膏当中就含有荧光剂。
鱼鳞的构成成分被称为“珍珠质”，最初是作为大规模商业鱼品加工的一种副产品，从青鱼体中获得。该种方法因其成本高、产出的染料性质不稳定，目前已很少被使用。目前用于唇膏、眼影以及胭脂当中的珍珠质主要从自然界的云母矿中获取。云母呈半透明状，外表有一层层的二氧化钛薄片。这些薄片与云母产生光学干涉现象，随厚度的变化显现不同的颜色。唇膏中的红色有时来自于三氧化二铁（铁锈）或者其他有机颜料。这些颜料通常被研磨成极细的粉末，拌入蓖麻油，最后浇入蜡模，就做成了一支唇膏。
某些眼影中的红色来自于胭脂红，只是一种从胭脂虫体中提取的色素，极为珍贵稀有，纯的胭脂红往往比黄金的价格还要贵。
固体或液体化妆品（唇膏、洗发水、液体香皂等）通过添加微小的悬浮颗粒（通常是油蜡，如甘油二硬脂酸酯）来达到产生珍珠光泽的效果。化妆品着色剂的使用受到严格限制。

## 管制
在美国归食品药物管理局（FDA）管理。每个国家（或共同体）都有专门的管理机构对化妆品可以使用的原料进行规范。某些化妆品中所使用的色素可以被应用于食品制造。
中華人民共和國於2021年1月1日起《化妆品监督管理条例》施行，並以此法為基礎公布《化妆品注册备案管理办法》。該法要求市场监管总局登記表上的注册人及备案人为商品质量安全的負責人，並需按條例中針對化妆品新原料的規定執行注册备案程序。凡具有防腐、防晒、着色、染发、祛斑美白功能的化妆品新原料，都需經中國国家药品监督管理局的實驗檢核。

## 延伸阅读
- Winter, Ruth. . US: Three Rivers Press. 2005 [2005]. ISBN 978-1-4000-5233-2.